# Судниково (городской округ Солнечногорск)
Судниково — деревня в Московской области России. Входит в городской округ Солнечногорск. Население — 15 чел. (2010).

## География
Деревня Судниково расположена на севере Московской области, в западной части округа, примерно в 8 км к югу от города Солнечногорска, в 41 км к северо-западу от Московской кольцевой автодороги, рядом с Пятницким шоссе Р111. Северо-восточнее протекает река Истра.
Связана прямым автобусным сообщением с районным центром. Ближайшие населённые пункты — деревни Мелечкино, Маслово и Жуково.

## История
В «Списке населённых мест» 1862 года Судникова (Садниково) — казённая деревня 1-го стана Клинского уезда Московской губернии по правую сторону Санкт-Петербурго-Московского шоссе, в 25 верстах от уездного города, при реках Истре и Григорьевке, с 19 дворами и 175 жителями (81 мужчина, 94 женщины).
По данным на 1890 год — деревня Солнечногорской волости Клинского уезда с 218 душами населения.
В 1913 году — 32 двора.
По материалам Всесоюзной переписи населения 1926 года — деревня Мелечкинского сельсовета Солнечногорской волости в 4,26 км от Пятницкого шоссе и 8,53 км от станции Подсолнечная Октябрьской железной дороги, проживало 108 жителей (40 мужчин, 68 женщин), насчитывалось 25 крестьянских хозяйств.
С 1929 года — населённый пункт в составе Солнечногорского района Московского округа Московской области. Постановлением ЦИК и СНК от 23 июля 1930 года округа как административно-территориальные единицы были ликвидированы.
1929—1954 гг. — деревня Мелечкинского сельсовета Солнечногорского района.
1954—1957 гг. — деревня Куриловского сельсовета Солнечногорского района.
1957—1960 гг. — деревня Куриловского сельсовета Химкинского района.
1960—1963 гг. — деревня Куриловского (до 30.09.1960) и Обуховского сельсоветов Солнечногорского района.
1963—1965 гг. — деревня Обуховского сельсовета Солнечногорского укрупнённого сельского района.
1965—1987 гг. — деревня Обуховского сельсовета Солнечногорского района.
1987—1994 гг. — деревня Соколовского сельсовета Солнечногорского района.
В 1994 году Московской областной думой было утверждено положение о местном самоуправлении в Московской области, сельские советы как административно-территориальные единицы были преобразованы в сельские округа.
С 1994 до 2006 гг. деревня входила в Соколовский сельский округ Солнечногорского района..
С 2005 до 2019 гг. деревня включалась в Соколовское сельское поселение Солнечногорского муниципального района.
С 2019 года деревня входит в городской округ Солнечногорск, в рамках администрации которого деревня относится к территориальному управлению Соколовское.

## Население
| 1852 | 1859 | 1890 | 1899 | 1926 | 1932 | 1966 |
| ---- | ---- | ---- | ---- | ---- | ---- | ---- |
| 155  | ↗175 | ↗218 | ↘178 | ↘108 | ↗129 | ↘95  |
| 1998 | 2002 | 2010 |      |      |      |      |
| ↘24  | ↗33  | ↘15  |      |      |      |      |